# Formatie van Folx-les-Caves
De Formatie van Folx-les-Caves (afkorting: FOX) is een geologische formatie in de ondergrond van de Belgische streek de Haspengouw. De formatie heeft een ouderdom uit het vroege Campaniaan (rond 85 miljoen jaar geleden, Laat-Krijt) en komt voor in het gebied waar de drie provincies Namen, Luik en Waals Brabant samenkomen. Het betreft een maximaal 7 tot 8 meter dik pakket zandig krijtgesteente, wit tufkrijt en kalkrijke zandsteen waarin massieve vuursteenbanken voorkomen. De formatie is genoemd naar de ondergrondse groeves bij het dorp Geten. In deze groeves is de formatie goed ontsloten.

## Relatie met andere formaties
De Formatie van Folx-les-Caves is in dezelfde tijdsnede gevormd als de Formatie van Séron, en in het westen van de Haspengouw gaan deze formaties lateraal in elkaar over. Beide formaties liggen soms boven op de oudere Formatie van Lonzée, de oudste afzetting uit het Krijt in het gebied. Ze werden in dezelfde tijdsnede gevormd als de Formatie van Vaals die in het zuiden van Limburg en noordoosten van Luik voorkomt. 
Boven op de formaties van Folx-les-Caves en Séron ligt de jongere Formatie van Gulpen (Laat-Campaniaan en Maastrichtiaan). De overgang tussen Folx-les-Caves en Gulpen is duidelijk te herkennen: de eerste formatie heeft een witte kleur, terwijl het krijt uit de Formatie van Gulpen groenig van kleur is.